# Saulius Jakimavičius
Saulius Jakimavičius (* 5. Juli 1973 in Kaunas) ist ein litauischer Politiker, Seimas-Mitglied, ehemaliger Vizeminister der Landwirtschaft Litauens.

## Leben
Nach dem Abitur 1988 an der  41. Mittelschule Kaunas absolvierte Jakimavičius 1995 die Höhere Schule der Polizei, 2001 das Bachelorstudium an der Lietuvos teisės universitetas, 2005 das Studium am Neuen Juridischen Institut Moskau und 2006 das Masterstudium der Rechtswissenschaft an der Mykolo Riomerio universitetas in Vilnius. Jakimavičius arbeitete als Direktor im Unternehmen UAB „Jotrugė“. Ab Januar 2014 war er stellvertretender Leiter einer Unterabteilung am Landwirtschaftsministerium Litauens. 
Von 2007 bis 2015 war er Mitglied im Rat der Rajongemeinde Jonava. 
Von 2014 bis 2016 beriet Jakimavičius die litauische Landwirtschaftsministerin Virginija Baltraitienė. Vom März 2016 bis zum September war er ihr Stellvertreter im Kabinett Butkevičius. Seit dem 20. September ist er Seimas-Mitglied (statt Vytautas Gapšys). Jakimavičius ist Mitglied des Rechtsausschusses.
Jakimavičius ist Mitglied der Darbo partija. 
Jakimavičius ist verheiratet. Mit seiner Ehefrau Aušra hat er die Tochter Rugilė und den Sohn Ugnius.